# Ищенко, Николай Анатольевич
Николай Анатольевич И́щенко (укр. Іщенко Микола Анатолійович; род. 9 марта 1983[…], Киев) — украинский футболист, защитник. Выступал за молодёжную сборную до 21 года и национальную сборную Украины.

## Биография
В детско-юношеской футбольной лиге Украины выступал за «Княжу» и киевскую ДЮСШ-15.

### Клубная карьера
В 2000 году перешёл во львовские «Карпаты». Выступал за фарм-клубы — «Карпаты-2», «Карпаты-3». В сезоне 2005/06 вместе с «Карпатами» стал серебряным призёром Первой лиги Украины, что позволило выйти команде в Высшую лигу Украины. В чемпионате Украины дебютировал 23 июля 2006 года в домашнем матче против запорожского «Металлурга» (0:0).
Летом 2008 года стал игроком донецкого «Шахтёра». В сезоне 2008/09 вместе с командой выиграл Кубок УЕФА. В чемпионате Украины «Шахтёр» занял второе место, уступив киевскому «Динамо». В Кубке Украины команда дошла до финала, где уступила полтавской «Ворскле». В сезоне 2009/10 и 2010/11 «Шахтёр» стал чемпионом Украины. В сезоне 2010/11 вместе с командой выиграл Кубок Украины.
Летом 2011 года перешёл на правах аренды в мариупольский «Ильичёвец». В начале 2015 года игрок подписал контракт с харьковским «Металлистом». В составе команды провёл 10 матчей в чемпионате.
В июне 2015 года поехал на просмотр в донецкий «Металлург», но спустя некоторое время «Металлург» объявил себя банкротом и вакантное место в Премьер-лиге Украины заняла днепродзержинская «Сталь». Куда и перешёл Николай Ищенко, взяв себе 32 номер. В составе новой команды дебютировал в игре первого тура чемпионата Украины 2015/16 против киевского «Динамо», Ищенко отыграл весь матч, однако «Сталь» проиграла со счётом (1:2).

### Карьера в сборной
С 2003 года по 2006 год выступал за молодежную сборную Украины, за которую сыграл в 24 матчах. Провёл 1 матч за национальную сборную Украины в 2011 году против Франции (1:4).

## Достижения
- Чемпион Украины: 2009/10, 2010/11
- Обладатель Кубка Украины: 2010/11
- Обладатель Кубка УЕФА: 2008/09
- Серебряный призёр молодёжного чемпионата Европы: 2006
- Кавалер ордена «За мужество» III степени (2009 год)[7]